# United States Golf Association
United States Golf Association, USGA. Den styrande organisationen för golf i USA och Mexiko, grundad 1894. Organisationen bedrivs ideellt av golfspelare och fastställer regler för golfspel och tävlingar på de amerikanska tourerna. Organisationen har bland annat skapat slopesystemet.